# 飛越巔峰2
《勇往直前2》（日语：トップをねらえ2!）是日本動畫公司GAINAX为其成立20周年纪念而製作的科幻類OVA動畫作品，2004年11月至2006年8月间在日本发行了全6话。这部作品是1988年OVA动画作品《勇往直前》的續作。

## 概要
《飛越巔峰2》為動畫製作公司GAINAX於2004年製作的20週年紀念作品，是1988年发售的GAINAX初期的代表作《飛越巔峰》（OVA作品）的续作。本作監督為鶴巻和哉，前作监督庵野秀明作为监修参与了本作的制作。
日本漫畫在2006年6月29日於富士見書房的月刊雜誌《月刊Dragon Age》的增刊號《Dragon Age Pure》Vol. 2 上開始連載，由茜虎徹擔任作畫。
另於2006年10月1日上映《飛越巔峰》與《飛越巔峰2》的合體劇場版。
2015年4月2日與前作《勇往直前》一同參戰《第3次超級機器人大戰Z 天獄篇》。

## 劇情簡介
故事述敘在遙遠的未來，太陽系被數量無法估計的宇宙怪獸所形成的「紅色天河」所包圍，人類從此無法踏出太陽系一步，宇宙怪獸也持續威脅到人類，為此特別成立了一個對抗宇宙怪獸的「自治互助組織」，其「宇宙怪獸迎擊部隊」是由一群被稱為「Topless」的超能力者所組成。以此作為故事背景，而女主角「諾諾」因為希望成為「諾諾·莉莉」（高屋法子）般的人物，而離家出走，並以她的努力與毅力踏上成為「宇宙駕駛員」之路。

## 人物

### 主要角色
- 諾諾（CV：福井裕佳梨）
- 拉璐可·梅魯克·瑪爾（CV：坂本真綾）
- 琪可·賽琰斯（CV：沢城みゆき）
- 尼可拉斯·班塞隆（CV：岩田光央）
- 卡西歐·高四郎（CV：山崎たくみ）

### 其它Topless
- 高雅·雷茲（CV：佐佐木望）
- 涼·諾柯·恰姆（CV：本名陽子）
- 羅伊·亞亮（CV：陶山章央）
- 卡特費·帕塔塔（CV：園部好德）
- 希特瓏·理蒙納（CV：小林優）
- 帕西嘉·佩斯嘉·佩西克姆（CV：伊藤靜）
- 葛魯嘉·庫庫希斯（CV：小林希唯）
- 露·孫（CV：甲斐田裕子）
- 蛇紋石雙胞胎姊妹

姊：皮雅婕（CV：小林沙苗）
妹：盧庫塔（CV：松岡由貴）

## 各話介紹
- 第 1 話　「請讓我叫妳姊姊 !」 （2004.11.26 日本發售）

「諾諾」離家出走來到火星宇宙港，尋找成為宇宙駕駛員的機會，在宇宙港附近餐廳打工的某天，遇上了「自治互助組織 – 宇宙怪獸迎擊部隊」的Topless「拉璐可」，並將拉璐可當成了姊姊，諾諾追著拉璐可來到宇宙港，之後宇宙怪獸卻出現於宇宙港，拉璐可駕駛巴斯達機組「迪斯努夫」迎擊，宇宙怪獸被拉璐可擊敗後欲往外太空逃跑，諾諾卻不幸也被宇宙怪獸帶上了外太空，在外太空，拉璐可正要給宇宙怪獸致命一擊時，「迪斯努夫」卻發現諾諾被帶上外太空後，依舊活著，而主動停止攻擊，正當拉璐可困惑的時候，諾諾卻醒了過來，並對宇宙怪獸施展攻擊而造成宇宙怪獸頭部龜裂，拉璐可也趁此時，對宇宙怪獸施予攻擊，成功消滅了宇宙怪獸。
- 第 2 話　「我不想當什麼姊姊 !」 （2005.2.24 日本發售）

實際上是機器人的「諾諾」被帶至「自治互助組織」總部，而因先前宇宙怪獸登陸火星地面事件，「火星警戒管制軍（第15軍）– 第一偵查戰隊」司令官「羽鳥」上校親自率隊前來了解詳細狀況，拉璐可前往戰隊旗艦「拉拉香」進行報告，此時的諾諾也在另一名Topless「尼可拉」的慫恿下爬進了「迪斯努夫」的控制心臟內，但宇宙怪獸也在此時出現，羽鳥上校率戰隊前往迎擊，但反遭重創，尼可拉與拉璐可也駕駛各自的巴斯達機組前往迎擊，但拉拉香卻因失去動力而往火星墜落，在諾諾的請托下，拉璐可放棄與尼可拉聯手迎擊宇宙怪獸，轉而前往阻止拉拉香墜落，使拉拉香脫離險境後，尼可拉也成功消滅了宇宙怪獸，其後諾諾也正式加入自治互助組織。
- 第 3 話　「我最討厭Topless了」 （2005.6.24 日本發售）

幾十年來放任不管，由數千隻以上高速型宇宙怪獸所組成的「木星急行」，正以 90 天為週期的橢圓軌道朝木星接近中，而由雙胞胎Topless提議，宇宙軍協助，並集結近半數現役巴斯達機組來阻止「木星急行」前進的大作戰被展開了，但Topless「琪可」的巴斯達機組「蘇瓦聖希斯」卻在正式作戰前毀損，正巧幾十年來唯一製作出來的新機體「卡福班提斯」也預備投入作戰，需要一名能喚醒它的Topless，到了正式作戰時刻，因數量上的極大差距導致作戰即將失敗，在木星急行將撞上木星宇宙都市前，「琪可」順利喚醒了「卡福班提斯」，並投入作戰，最後「琪可」以負一兆兩千萬度的非物理性低溫冷凍光線將木星急行整個凍結粉碎，阻止了木星急行的前進。
- 第 4 話　「復活!! 傳說中的巴斯達機組!」 （2005.10.28 日本發售）

在土星衛星「泰坦」其眾多宇宙怪獸殘骸所形成的地殼底下，發現了外星人製造的巴斯達機組(變動重力源)，雖然沉睡著卻仍能威力驚人的影響著「泰坦」上的重力，這時諾諾在其他Topless的排擠跟歧視之下，急於獲得屬於自己的巴斯達機組，並闖進了禁止進入的挖掘現場，在被監視系統發現了後，諾諾被雙胞胎Topless驅逐離開了「泰坦」並前往冥王星尋找二十年前被擊沉的巴斯達機組「特蘭特羅」，正當外星巴斯達機組挖掘工作快要完成時，數量可以籠罩整個天空的宇宙怪獸群一半往泰坦攻了過來，一半則前往冥王星，在甦醒之後的外星巴斯達機組所發動的無差別攻擊之下，在場所有的宇宙怪獸跟其他巴斯達機組幾乎被殲滅，正當外星巴斯達機組準備給予「琪可」跟「拉璐可」最後一擊之時，覺醒的諾諾以瓦普瞬間移動到了泰坦以巴斯達光束消滅了外星巴斯達機組，諾諾的真實身分原來是「巴斯達機組7號」。
- 第 5 話　「星之推動者」 （2006.3.24 日本發售）

跟Topless戰鬥至今的宇宙怪獸原來是前人所遺留下來的自動防衛系統所進化而成的，而外星巴斯達機組才是真正的宇宙怪獸，Topless只是人類突變的一種疾病，「拉璐可」在得知真相後變得自暴自棄跟諾諾產生了衝突，之後，宇宙軍在諾諾的帶領之下前往探查一個被封印在黑洞裡的巨型真宇宙怪獸艾格賽利翁變動重力源，卻在此時真宇宙怪獸從黑洞裡破繭而出，而在行星體積大小的真宇宙怪獸之前，諾諾跟「拉璐可」的所有攻擊皆無法損之半毫，正當「拉璐可」準備跟諾諾製造另一個黑洞對真宇宙怪獸進行自殺攻擊前，諾諾卻突然離去留下愕然的「拉璐可」。
- 最終話　「你的人生故事」 （2006.8.25 日本發售）

在諾諾失蹤的數個月間，「拉璐可」探訪了諾諾的養父並得知了諾諾的過去，之後，宇宙軍為了對付真宇宙怪獸艾格賽利翁變動重力源，欲以整個地球對真宇宙怪獸進行質量攻擊，正當「拉璐可」拉動整個地球準備撞擊宇宙怪獸之際，諾諾跟自動防衛系統組合而成的超巨大人型防衛兵器「大巴斯達(DieBuster)」突然出現並阻止了地球的前進，雖然跟自動防衛系統組合成了「大巴斯達」，諾諾的所有攻擊卻仍被宇宙怪獸擋下，最後，「拉璐可」以「迪斯努夫」的真正型態「巴斯達機組19號」跟諾諾使用「閃電雙人踢」擊敗了真宇宙怪獸，人類終於獲得了勝利，而諾諾也因此消失了，十年過後，地球上的人類歡迎一萬年前的女英雄「高屋法子」的歸來……

## 宇宙怪獸
宇宙怪獸，又稱宇宙生物群（Space Terrible Monster Crowd ，STMC）是一種被視為人類的天敵的生物。

### 宇宙怪獸特性
1. 宇宙怪獸在恆星的核心產卵繁殖，透過吸收恆星的能量成長。
2. 宇宙怪獸能夠進行超光速長距離航行。
3. 宇宙怪獸能夠在亞空間移動和作戰。
4. 宇宙怪獸分為兵隊，巡洋艦級和旗艦級，旗艦級宇宙怪獸長達一千公里。
5. 宇宙中的宇宙怪獸據統計超過100億隻。單在第五集的太陽系絕對防衛線之戰中，已經有超過30億隻宇宙怪獸在冥王星至雷王星的位置。
6. 宇宙怪獸的巣窟在銀河系中心人馬座A座，科學家目前認為這個地方有超大質量黑洞。
7. 宇宙怪獸在《勇往直前2》中又名變動重力源，或真宇宙怪獸。

經過《勇往直前》故事的神壱號作戦計劃後，宇宙怪獸對人類的威脅並未完全消除。人類決定放棄超光速長距離移動以第五代的宇宙戰艦技術，透過製造能自動迎擊宇宙怪獸的太阳系防御系统把自己封鎖在太陽系內。
一萬年後，人類已經忘記及遺失了一萬年前的歷史記錄，誤把人類用來迎擊宇宙怪獸的太阳系防御系统認為是宇宙怪獸。
而真宇宙怪獸就是一萬年前廣被認知為宇宙怪獸的宇宙生物。但在一萬年後的世界，一度被視為人類解決宇宙怪獸的武器變動重力源。
8. 在《勇往直前2》第四集中首次出現的真宇宙怪獸體長三千公里，第五集出現的宇宙怪獸則全長一萬八千公里（在第六集中成長至二萬公里）。它們已經有能力控制重力波，並可以反過來從黑洞中吸收能量。

### 攻擊地球原因推測
根據動畫中的艦長和學者的意見:
1. 宇宙怪獸在恆星的核心產卵繁殖，而這次它們看中了太陽系的太陽。
2. 宇宙怪獸是宇宙的免疫体，它們視地球人為破壞宇宙的生物。
3. 宇宙怪獸的智力認為地球人的技術有能力侵略。

### 世界觀
太陽系在飛越巔峰世界觀內，除了我們已知的九大行星，在冥王星外還有魔王星(Lucifer)，智王星(Metis)，神無月星(Kaminatukisei)和雷王星(Jupiter2)。最後還有恆星神罰(Nemsis)，其軌道是在半光年外。
而行星魔王星，智王星和神無月星，以及恆星神罰未曾在《勇往直前》的世界內提及，但出現於《勇往直前2》的故事中。
在太阳系绝对防卫线作战中，黑洞使魔王星，智王星偏离原先轨道。雷王星则因此失去了90%的质量。
太陽系絕對防衛戰作戰後，多了一個新行星: 太陽系新11番行星黑洞艾克賽利翁(Black Hole Exelion)。
雷王星在一萬年後《勇往直前2》的劇情中消失。
而木星在卡魯尼亞德斯計劃（神盾號作戰）後只留下一萬年後，稱為木星急行的地方。

## 製作群
- 主製作群
  - 原作・制作：GAINAX
  - 企劃監修：庵野秀明
  - 原案・監督：鶴卷和哉
  - 腳本：榎戶洋司
  - 人物設計：貞本義行
  - Buster機組設定：いづなよしつね
  - 未來視覺設計：okama
  - 機械設定：石垣純哉．コヤマシゲト．撫荒武吉
  - 3DCG 建模：ヴューワークス
  - 數位監督：増尾昭一
  - 音響監督：なかのとおる
  - 美術監督：加藤朋則（1～3話） ・加藤浩（4～6話）
  - 音樂：田中公平
- 第 1 話製作群
  - 分鏡：樋口真嗣
  - 演出：大塚雅彥
  - 人物作畫監督：貞本義行．柴田由香
  - 機械作畫監督：すしお
- 第 2 話製作群
  - 分鏡：幾原邦彥
  - 演出：中山勝一
  - 人物作畫監督：錦織敦史
  - 機械作畫監督：久保田誓
- 第 3 話製作群
  - 分鏡：平松禎史
  - 演出：平松禎史
  - 人物作畫監督：林明美
  - 機械作畫監督：阿蒜晃士
- 第 4 話製作群
  - 分鏡：庵野秀明
  - 演出：大塚雅彥
  - 人物作畫監督：柴田由香
  - 機械作畫監督：今石洋之
- 第 5 話製作群
  - 分鏡：摩砂雪
  - 演出：錦織敦史
  - 人物作画監督：錦織敦史
  - 機械作画監督：すしお
- 第 6 話製作群
  - 分鏡：庵野秀明．平松禎史
  - 演出：鶴卷和哉
  - 人物作畫監督：柴田由香
  - 機械作畫監督：すしお

## 主題歌
OP「Groovin'Magic」
- 作詞：伊藤利惠子
- 作曲：ROUND TABLE&櫻井康史
- ストリングス編曲：宮川彈
- 歌・演奏：ROUND TABLE Featuring Nino

ED「星屑涙」
- 作詞：ACKO（日语：ACKO）
- 作・編曲：永井ルイ
- 歌：ACKO

## 外部連結
- GAINAX 勇往直前2 官方網頁 （日文）
- 勇往直前2 官方網站 （页面存档备份，存于）  （日文）
- 勇往直前2官方網站的大百科，含勇往直前1相關的資料。日文資料。 （页面存档备份，存于）
- DIEBUSTER WEB RADIO TOP! LESS （页面存档备份，存于） （onsen（音泉）DJ：諾諾（福井裕佳梨），尼可拉斯·班塞隆（岩田光央））